# Zhao Tuo
Zhao Tuo, wiet. Triệu Đà (zm. 137 p.n.e.) – chiński generał, twórca i pierwszy władca państwa Nanyue.
Był generałem wojsk Qin Shi Huanga, pierwszego cesarza Chin. W roku 214 p.n.e. poprowadził dwie kampanie militarne przeciwko wietnamskiemu państwu Âu Lạc (obejmującemu terytoria dzisiejszych chińskich prowincji Guangdong i Guangxi oraz północnego Wietnamu). Pierwsza zakończyła się niepowodzeniem, w trakcie drugiej podbito północną część Âu Lạc. Na zdobytych terenach utworzono trzy okręgi administracyjne, których zarząd powierzono zwycięskiemu dowódcy. Po upadku dynastii Qin Zhao Tuo utworzył w 207 p.n.e. na kontrolowanych przez siebie ziemiach nowe państwo Nanyue (wiet. Nam Việt), ogłaszając się jego królem.
W roku 196 p.n.e. władza Zhao Tuo nad Nanyue została uznana przez chińskiego cesarza Gaozu, czego potwierdzeniem było przesłanie mu stanowiącej insygnium władzy pieczęci. Od 184 p.n.e. Zhao Tuo tytułował się cesarzem. W 179 p.n.e. podbił resztki Âu Lạc, przyłączając je do swojego państwa.
Po śmierci Zhao Tuo w 137 p.n.e. w Nanyue rozgorzały walki o władzę; pogrążone w chaosie państwo zostało ostatecznie zajęte przez Chiny w 111 p.n.e.